# 澳门五月诗社
澳门五月诗社（葡萄牙語：Clube de Poetas Ng Yue de Macau）是澳门的一个文学团体。由陶里、胡小风、汪浩瀚等人於1989年5月底成立。该社成立后推动澳门现代诗的发展，与内地诗人进行定期的交流活动；并举办诗歌创作比赛，鼓励年青一辈的诗人从事创作。该社的主要出版丛书为《五月诗丛》、《澳门现代诗刊》等。